# Кельзон, Виктор Саулович
Виктор Саулович Кельзон (03.01.1915 — ?) — советский инженер, конструктор радиоэлектронных систем, лауреат Сталинской премии 2-й степени (1946).

## Биография
Окончил ЛЭТИ (1936) и его спецфакультет (1941).
Работал в военных НИИ, во время войнв — ведущий инженер 3-го Управления Государственного научно-испытательного института ВВС, старший техник-лейтенант.
В 1955—2003 — в Радиотехническом институте (РТИ): начальник сектора, начальник лаборатории, начальник научно-тематического отдела.
Конструктор первых советских РЛС дальнего обнаружения. Участвовал в разработке РЛС «Днестр», «Днестр М», «Днепр», «Дарьял», «Дон-2Н».
Кандидат (1950), доктор (1965) технических наук. Профессор (1970).
Сталинская премия 2-й степени 1946 года — за разработку новой аппаратуры связи. Награждён орденами Отечественной войны II степени (1944, 1945, 1985) и «Знак Почёта».